# UGM-27A Polaris A-1
UGM-27A Polaris A-1 – pierwszy amerykański pocisk balistyczny przenoszony i wystrzeliwany z pokładu okrętu podwodnego (SLBM). Polaris A-1 był dwustopniowym pociskiem średniego zasięgu (1200 Mm) na paliwo stałe, wyposażonym w jedną głowicę jądrową MRV o masie 272 kg i mocy jednej megatony. Pociski te były pierwszymi na świecie pociskami balistycznymi startującymi spod wody, pierwszymi też wystrzeliwanymi metodą „zimnego startu”.

## Geneza
Program rozwojowy pocisku doprowadzić miał do stworzenia morskiej wersji pocisku Jupiter, który w założeniu miał wzmocnić ograniczone siły pocisków średniego zasięgu w Europie. Program ten ewoluował jednakże w kierunku stworzenia całkowicie nowego pocisku, nie związanego z przestarzałym już Jupiterem. W związku z zawartym przez Stany Zjednoczone i ZSRR porozumieniem kończącym kryzys kubański, USA rozpoczęły faktyczne wycofywanie z Turcji pocisków średniego zasięgu Jupiter. W celu zastąpienia ich, Prezydent John F. Kennedy podjął decyzje o rozwoju morskich pocisków balistycznych średniego zasięgu.
Pierwszym pociskiem przenoszonym przez jednostki typu George Washington, był naprowadzany układem bezwładnościowym, dwustopniowy na paliwo stałe, Polaris A-1 o zasięgu 1200 mil morskich (2220 km). Pocisk ten przenosił jedną głowicę Mk.1/W47-Y1 o mocy 600 kT. Całkowita masa startowa pocisku wynosiła 12 700 kg, długość 8,53 m, szerokość zaś 1,37 m. Po wystrzeleniu na orbitę radzieckiego Sputnika, Draper Laboratory opracowało dla pocisków Polaris system nawigacji Mk. 1, oparty na zanurzonym w cieczy żyroskopie IRIG (Inertial Rate-integrating Gyroscope) zastosowaniem akcelerometru PIGA (Pendulating Integrating Gyroscopic Accelerometer).
W pocisku zastosowano też komputer pokładowy – pierwszy cyfrowy w pełni tranzystorowy komputer nawigacyjny, znany jako cyfrowy analizator różniczkowy zoptymalizowany do wykonywania jedynie kilku powtarzalnych obliczeń niezbędnych do rozwiązania kilku równań różniczkowych używanych w Q-guidance. Używający komponentów wykonanych z germanu Mk. 1 korzystał z około 400 bramek, liczby porównywalnej z wykorzystywanymi przez współczesne zegarki cyfrowe. Cały system zapewniał pociskowi celność CEP 6000 stóp (1828,8 m) na dystansie 1200 mil morskich (2224 km).

## Użycie
2 czerwca 1964 roku USS „George Washington” (SSBN-598) powrócił do bazy Charleston w Karolinie Południowej, gdzie wyładowano z niego pociski A-1 w przygotowaniu do planowego remontu który miał przejść w Electric Boat w Groton w stanie Connecticut. W ten sposób zakończono rozpoczętą w listopadzie 1960 roku służbę tego okrętu z wyposażeniem w postaci pocisków Polaris A-1. Ostatnim okrętem typu George Washington który zakończył służbę z pociskami tego modelu był USS „Abraham Lincoln” (SSBN-602), z którego wyładowano pociski A-1 14 października 1965 roku. Z tym dniem, Polaris A-1 oficjalnie zakończyły służbę w amerykańskiej marynarce wojennej. Kolejno powracające do służby po przeprowadzeniu rutynowych remontów okręty typu SSBN598, wyposażano już w nowe pociski Polaris A-3.
Do przenoszenia pocisków Polaris został przystosowany także włoski krążownik „Giuseppe Garibaldi”, lecz poza odpaleniami próbnymi w 1962 roku, nie przenosił faktycznie pocisków.